# پاریس، میشیگان
پاریس (به انگلیسی: Paris Township) یک منطقهٔ مسکونی در ایالات متحده آمریکا است که در شهرستان هیورن، میشیگان واقع شده‌است.
 پاریس ۹۳٫۶ کیلومتر مربع مساحت و ۵۵۷ نفر جمعیت دارد و ۲۴۳ متر بالاتر از سطح دریا واقع شده‌است.